# City to City
City to City е албум от 1978 година на шотландския певец Джери Рафърти. Рафърти издава солова продукция за пръв път от 6 години – както и за пръв път от 1975 г. – поради професионалните ангажименти с групата Стийлърс Уийл. Тогава, поради юридически постъпки, на шотландския музикант е попречено да издава солови творби за период от 3 години. Албумът е приет радушно, изкачвайки се до първа позиция в САЩ и постигайки платинен статут, както и шеста позиция във Великобритания и златен статут там. Издадени са няколко сингли, Baker Street, Right Down The Line и Home And Dry. „Baker Street“ е смятана от мнозина за върховното песенно постижение на Рафърти, и до октомври 2010 г. постига 5 милиона излъчвания по британските радиопрограми.